# Vale (Oregon)
Vale è una città degli Stati Uniti d'America situata nell'Oregon, nella Contea di Malheur, della quale è anche il capoluogo.